# 모함 (배)
모함(母艦)은 다른 작은 탈것들을 이끌고 이동시키는 대형 탈것이다. 모함에는 선박, 항공기, 우주선 등이 대상이 될 수 있으며 항공 분야에서는 항공모함이라는 용어를 사용한다.

## 같이 보기
- 헬리콥터 모함: 헬기항모라고도 부르며, 주로 헬기를 운영하는 항공모함의 한 유형
- 헬기 수송 모함: 미국 해군 분류 기호에서 선거가 없는 강습상륙함의 분류